# Filemón Escóbar
Filemón Escóbar (Uncía, 26 de octubre de 1934-Tiquipaya, 6 de junio de 2017) fue  dirigente sindical, ideólogo, político y teórico boliviano. Fue dirigente de la Federación Sindical de Trabajadores Mineros de Bolivia (FSTMB) y asesor cultural de la Central Obrera Boliviana (COB). Fue uno de los fundadores del Movimiento al Socialismo.

## Biografía
Filemón Escobar nació el 26 de octubre de 1934 en la localidad de Uncía en el Departamento de Potosí. En 1944 quedó huérfano a los 10 años y fue internado en el orfanato Méndez Arcos en la ciudad de La Paz. Allí se inició en la política conociendo al entonces Presidente Gualberto Villarroel, que contó con el respaldo de campesinos y mineros.

### Actividad política

#### Dirigencia sindical
En 1955 y a la edad de 21 años fue elegido como Secretario de Cultura del Sindicato de Mineros de  Siglo XX. También fue dirigente de la Federación Sindical de Trabajadores Mineros de Bolivia, FSTMB, después que Juan Lechín Oquendo dejó el mando y dirigente de la Central Obrera Boliviana (COB), entidad por la que abogó como instancia suprapartidaria capaz de activar la revolución.
El 21 de agosto de 1986, cuando fue secretario general de los trabajadores de Catavi junto a Simón Reyes encabezó la Marcha por la Vida en contra de la relocalización de mineros durante el Gobierno de Víctor Paz Estenssoro. Militó en el Partido Obrero Revolucionario (POR) y posteriormente, en Vanguardia Obrera. Fue candidato a la vicepresidencia con Genaro Flores en las elecciones de 1985 por el Movimiento Revolucionario Túpac Katari de Liberación, MRTKL, e ideólogo y fundador del Movimiento al Socialismo. En la política se lo conoció coloquialmente como Filipo.

#### Diputado y senador de Bolivia
Fue electo diputado por Izquierda Unida tras las elecciones de 1989, cargo que ejerció hasta 1993. Fue senador por Cochabamba por el Movimiento al Socialismo tras las elecciones de 2002, ejerció el cargo entre 2003 y 2004 cuando presidió la bancada de ese movimiento político en el Senado. El 2005 se separó del Movimiento al Socialismo (Bolivia) y posteriormente, fue dirigente del Partido Verde
En su desempeño como teórico de la revolución boliviana sostuvo que el pueblo boliviano se organiza de forma natural en sindicatos, y no en partidos políticos. De ello derivó la analogía de que la Central Obrera Boliviana (COB) era un órgano de poder, una especie de sóviet. En tal sentido, postuló que en Bolivia los sindicatos no son solo organizaciones económicas en pos de mejores salarios, sino órganos de autogobierno. En tal sentido se acercó al llamado marxismo concejalista y autogestionario. Para Escóbar, el sujeto de la revolución boliviana era la COB.
Convertido en dirigente del MAS, afirmó que éste era en realidad el brazo político de los sindicatos campesinos. De ese modo, articuló la teoría de los órganos de poder con la lucha electoral. Recordó que la Federación de Mineros participó en las elecciones con su nombre y candidatos propios elegidos en asambleas por los trabajadores. De allí surgió la experiencia del Bloque Minero Parlamentario. Ello probaría que para los trabajadores bolivianos la vía más natural de la toma del poder era combinar las acciones de sus propias organizaciones con las coyunturas democráticas.
Murió el 6 de junio de 2017, a la edad de 82 años en la localidad de Tiquipaya, Cochabamba, afectado por cáncer de pulmón. Fue sepultado en el Cementerio General de Cochabamba.

## Obra
Escribió varios libros, entre ellos:
- Testimonio de un militante obrero, 1984
- La tesis de Catavi, 1986
- La mina vista desde el guardatojo, 1986
- De la revolución al Pachakuti: El aprendizaje del respeto recíproco entre blancos e indianos. 2008
- El evangelio es la encarnación de los derechos humanos, 2011
- Semblanzas, 2014